# وحید مراد
وحید مراد (۲ اکتبر ۱۹۳۸ – ۲۳ نوامبر ۱۹۸۳) هنرپیشه، تهیه‌کننده فیلم و فیلم‌نامه‌نویس اهل کشور پاکستان بود. او در ۱۲۵ فیلم بازی کرد و ۳۲ جایزهٔ فیلم بدست آورد.
وی همچنین برندهٔ جوایزی همچون جایزه نگار شده‌است.